# Přírodní park Bohdalov-Hartinkov
Přírodní park Bohdalov-Hartinkov rozprostírající se v jihozápadní části Zábřežské vrchoviny asi čtyři kilometry severovýchodně od Městečka Trnávka a byl zřízen v roce 1996 Okresním úřadem Svitavy v širším okolí obcí Bohdalov a Hartinkov na celkové ploše cca 6265 hektarů k ochraně esteticky a biologicky hodnotné krajiny s četnými významnými krajinnými prvky. Přírodní park navazuje na sousední přírodní park Kladecko v okrese Prostějov.
Zajímavá krajina je dána i pestrou geologickou stavbou od prvohorních břidlic až po svrchnokřídové usazeniny s vysokým podílem vápníku.
Přírodní park je z velké části lesnatý a tvořený mozaikou polopřirozených a přírodně blízkých luk a pastvin. Menší hodnotná území jsou registrována jako významné krajinné prvky (např. Pěčíkovské stráně, Strážnička, Pramen Teplice). Roste zde mnoho chráněných druhů rostlin (např. hořec brvitý) a vyskytuje se zde mnoho chráněných a zajímavých druhů živočichů (např. mlok skvrnitý, ťuhýk obecný, aj.).

## Správa parku
Státní správu Přírodního parku Bohdalov-Hartínkov vykonává Městský úřad Moravská Třebová, odbor ŽP a Krajský úřad Pardubického kraje, odbor ŽPaZ. O značení pečuje Český svaz ochránců přírody, základní organizace Moravská Třebová.

## Fotogalerie

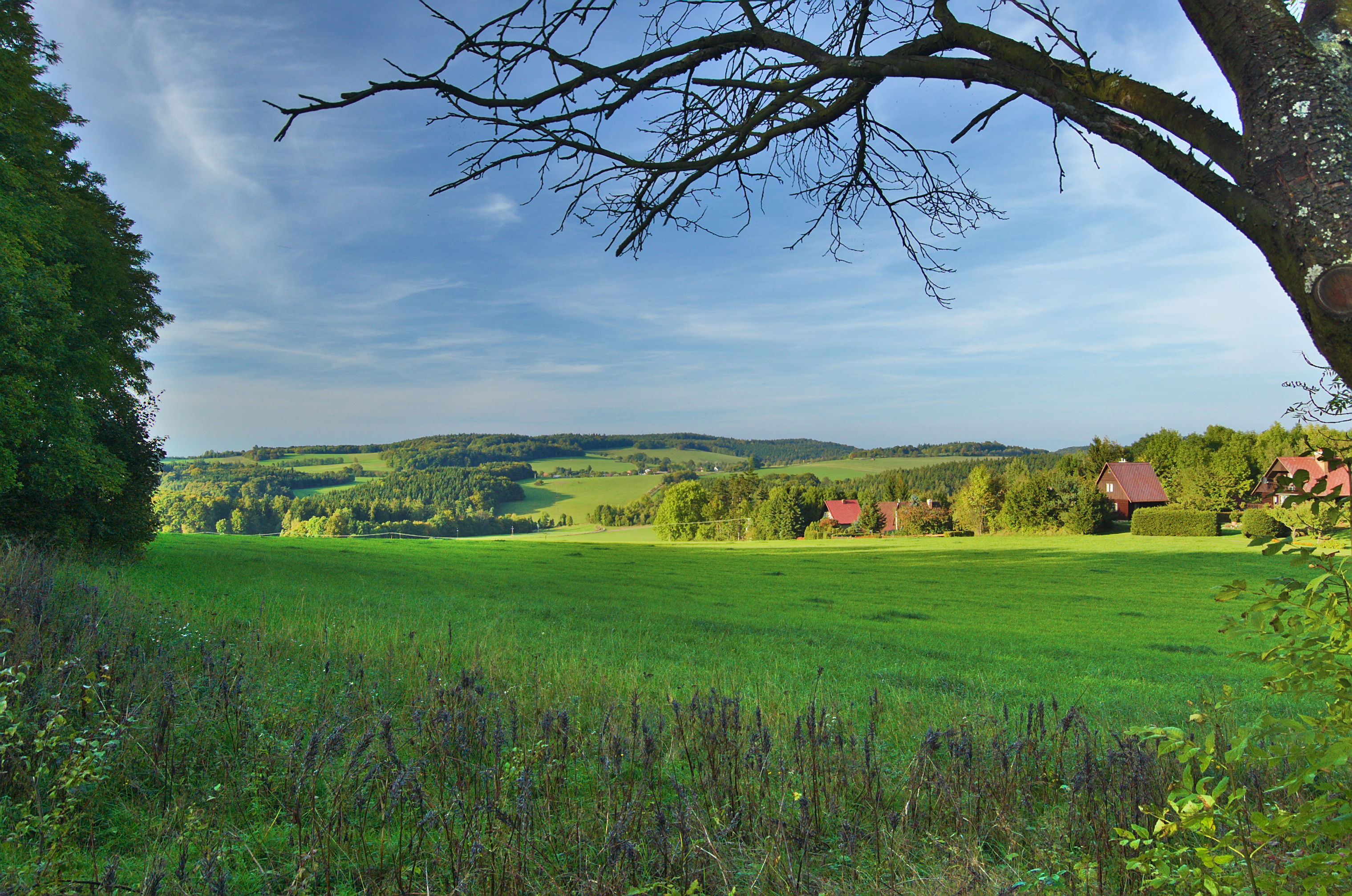
Chatová oblast u Vysoké
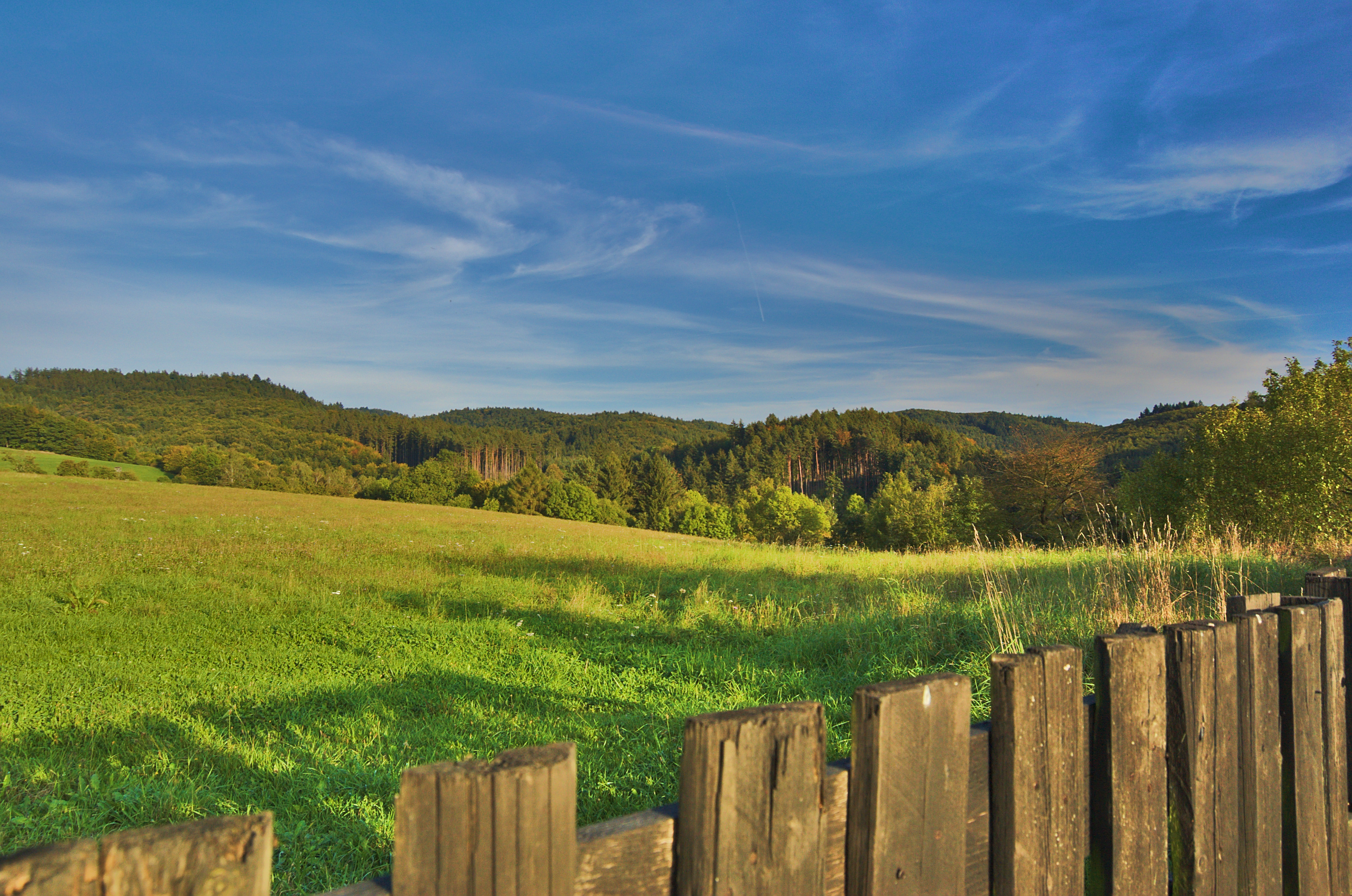
Louka u Březinek
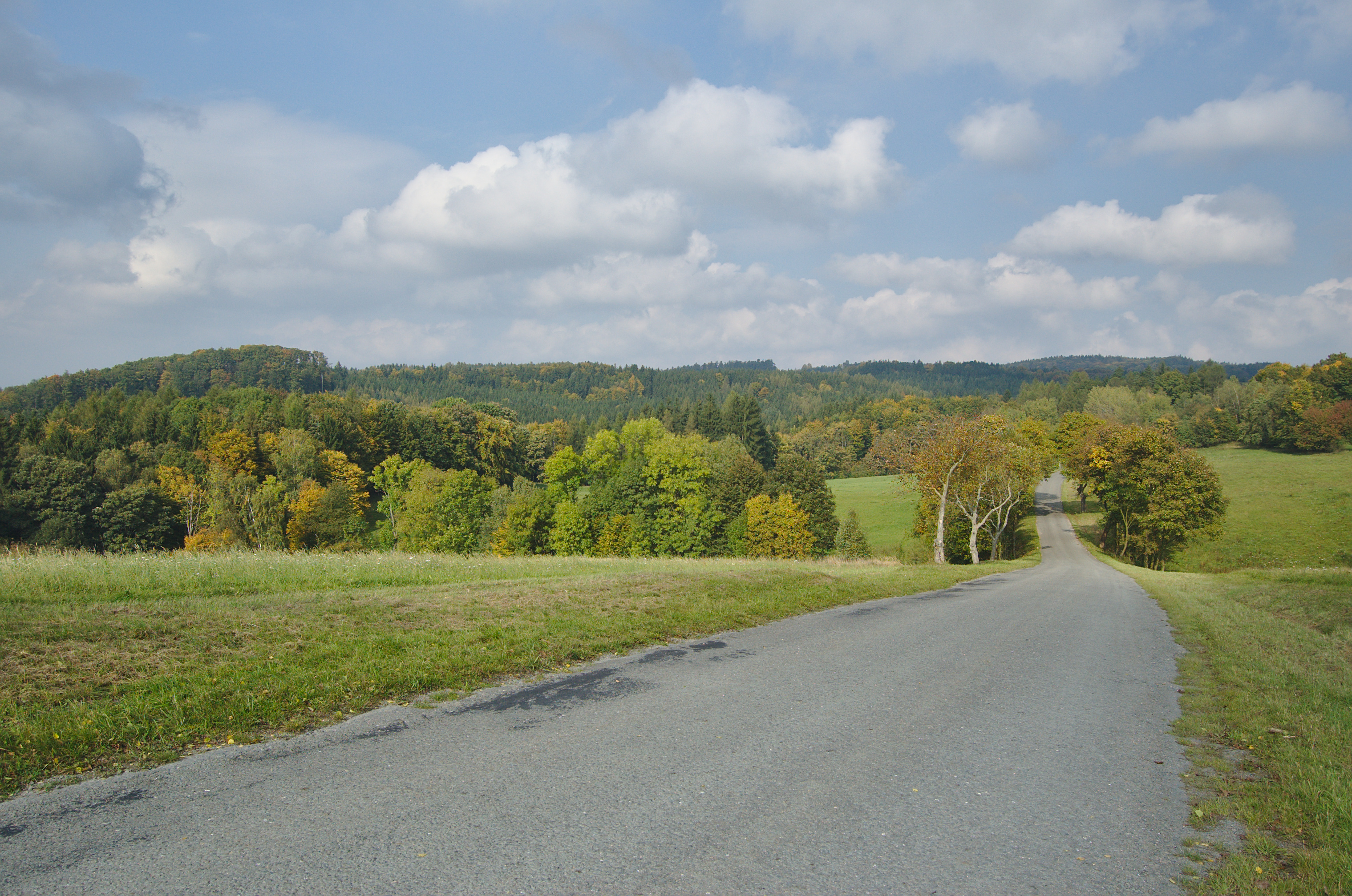
Silnice z Březinek do Hartinkova
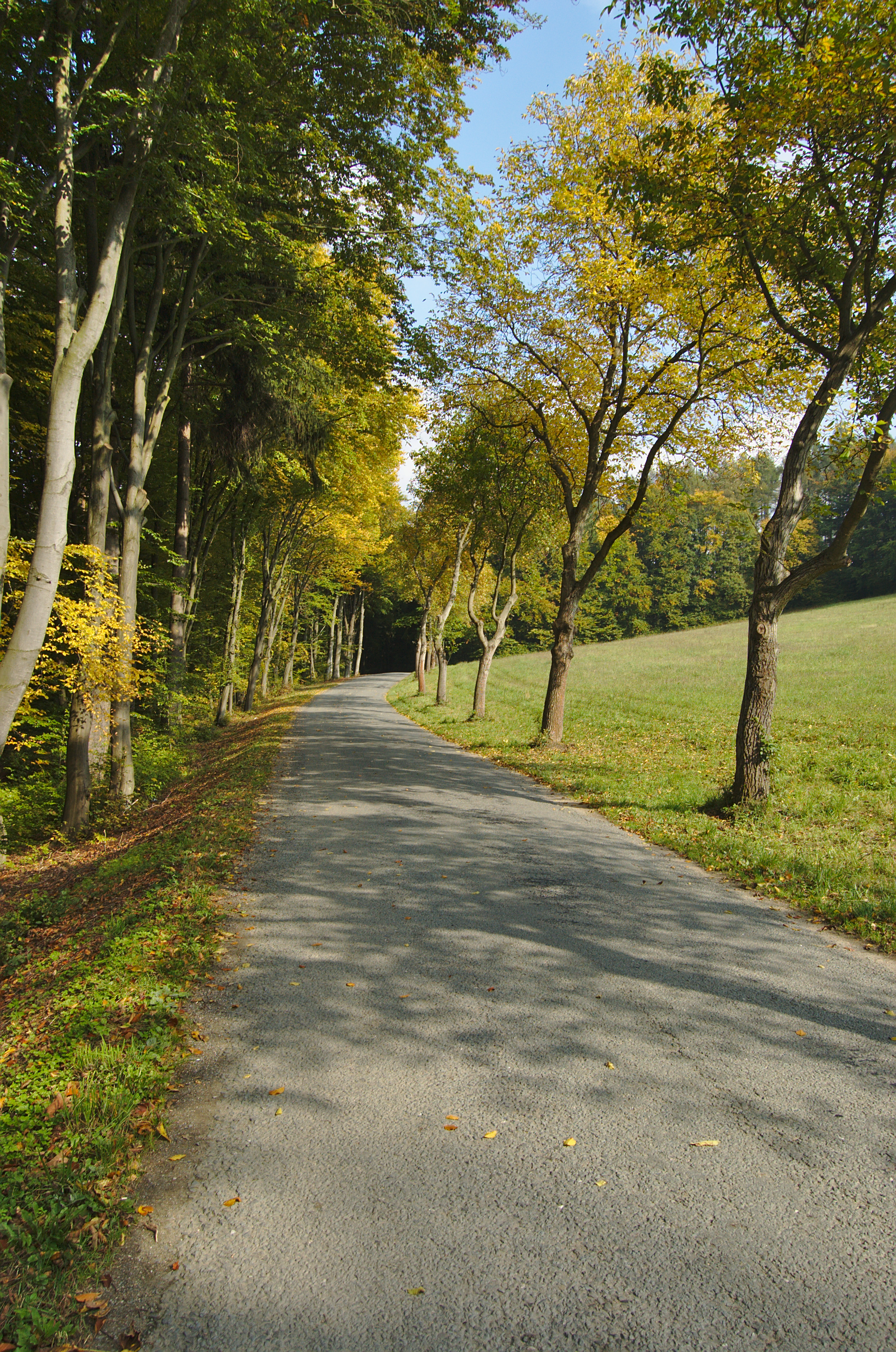
Alej u silnice z Březinek do Hartinkova
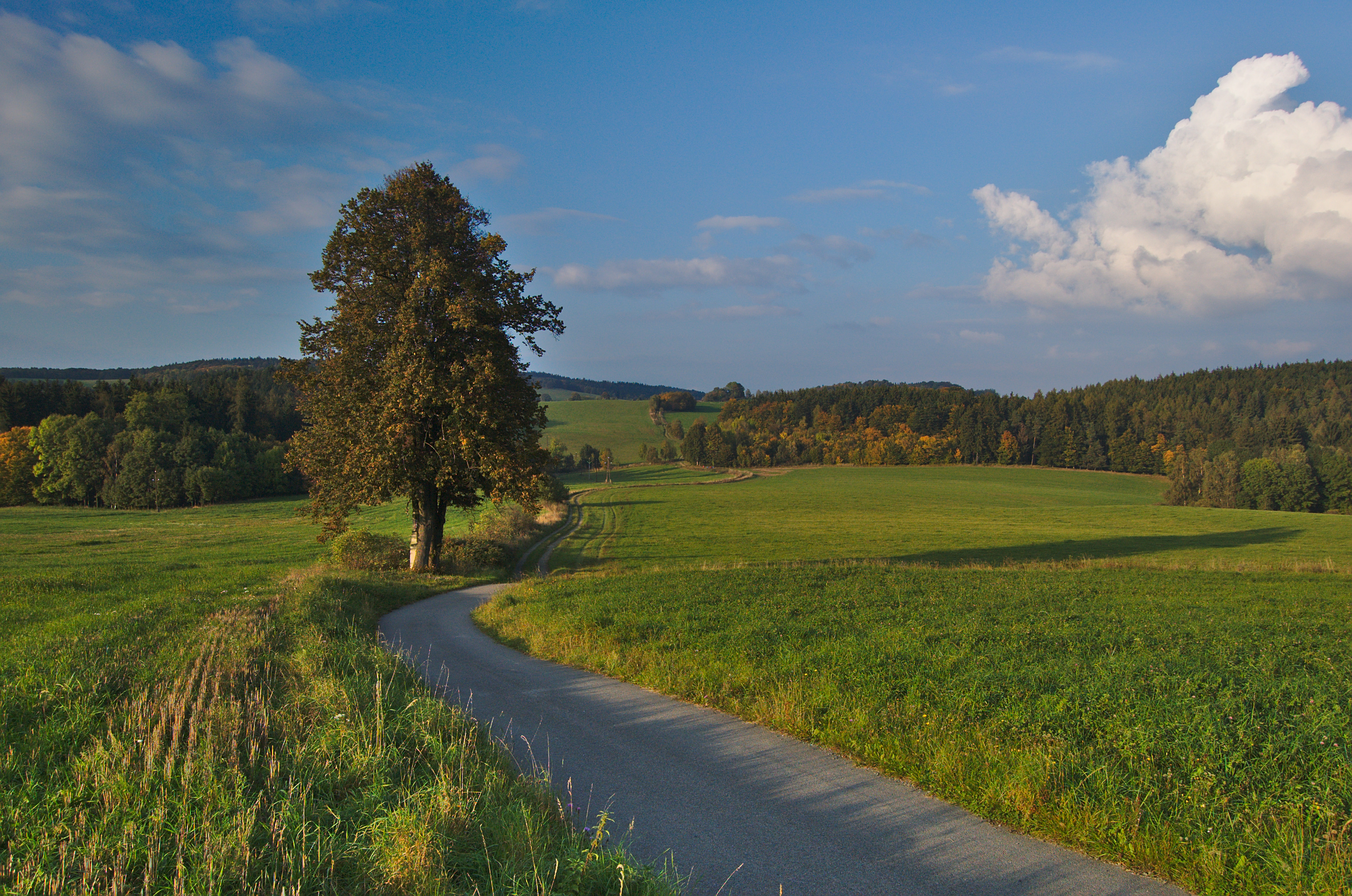
Cesta z Hartinkova do Vysoké
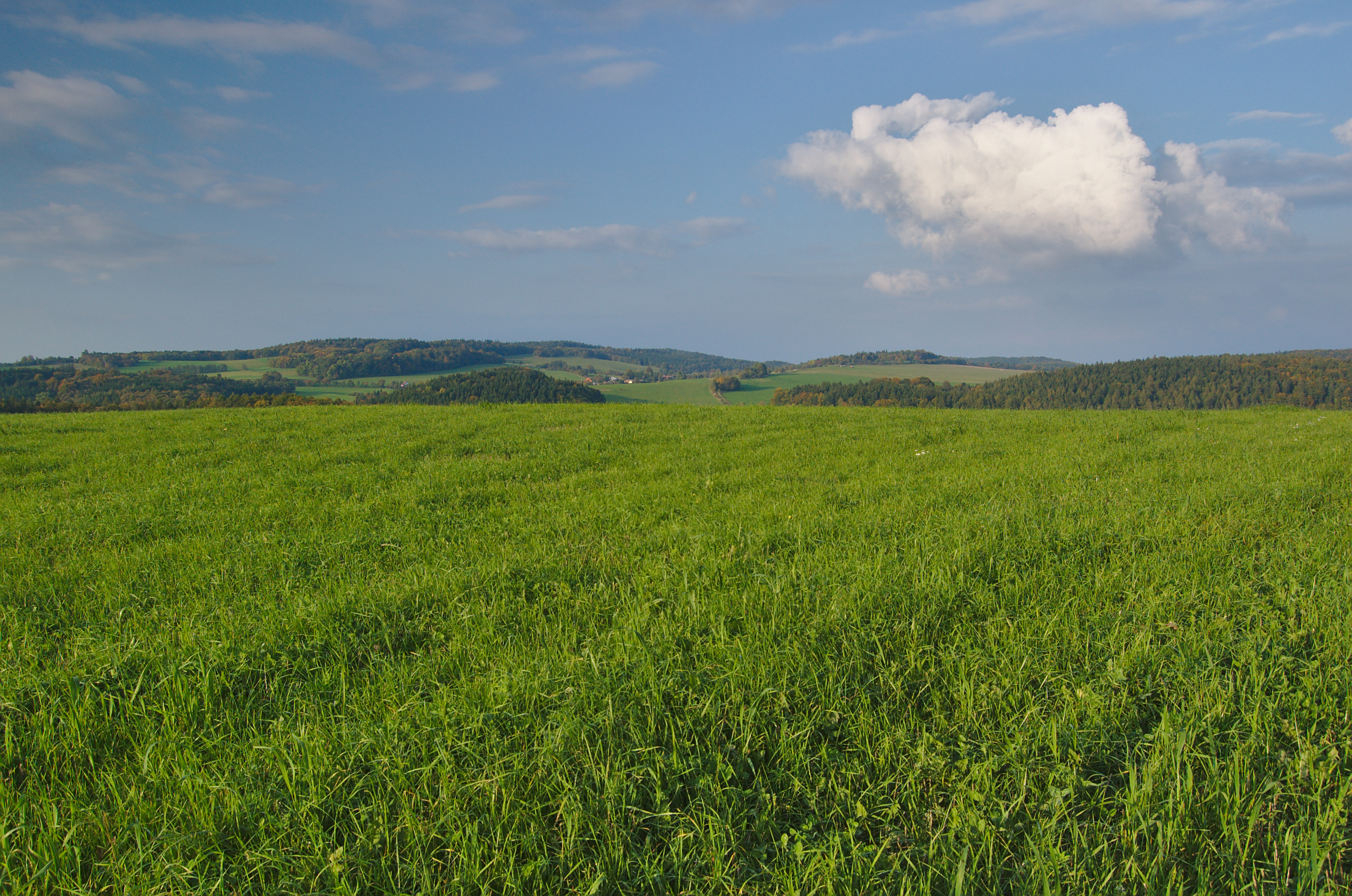
Pohled na Hartinkov od Vysoké
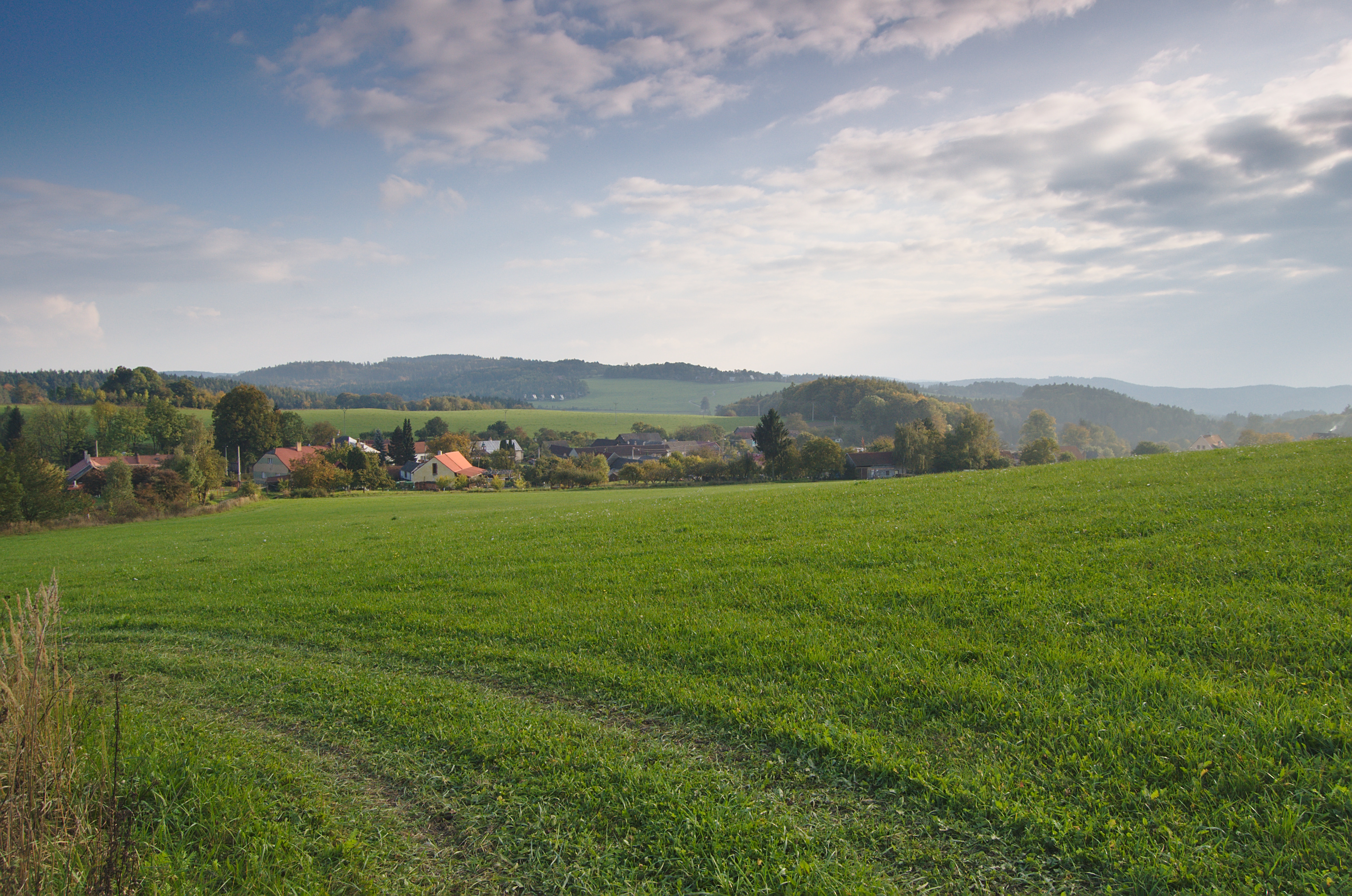
Pohled na Hartinkov od severozápadu
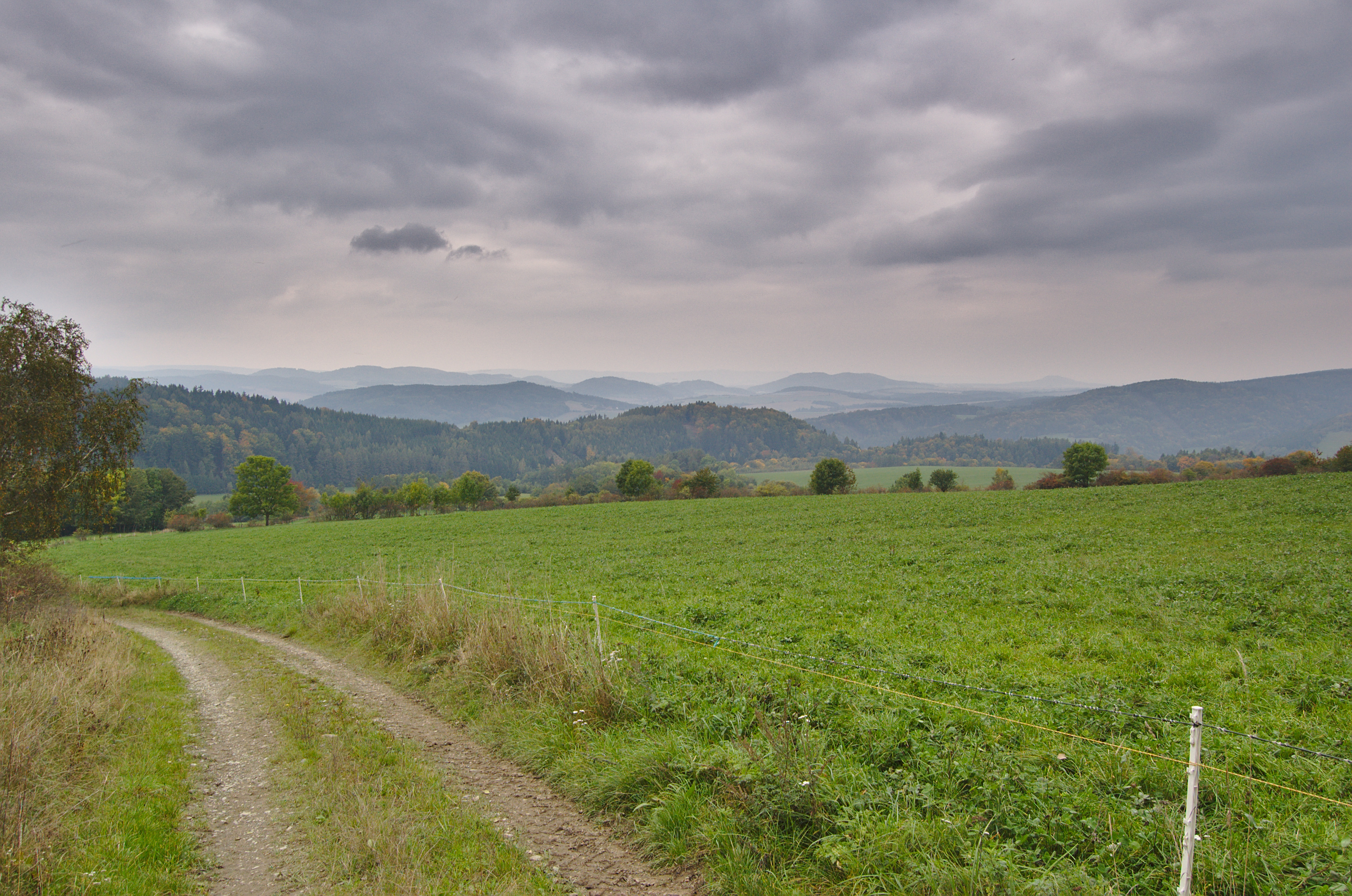
Pohled z polní cesty z Nové Rovně do Staré Rovně
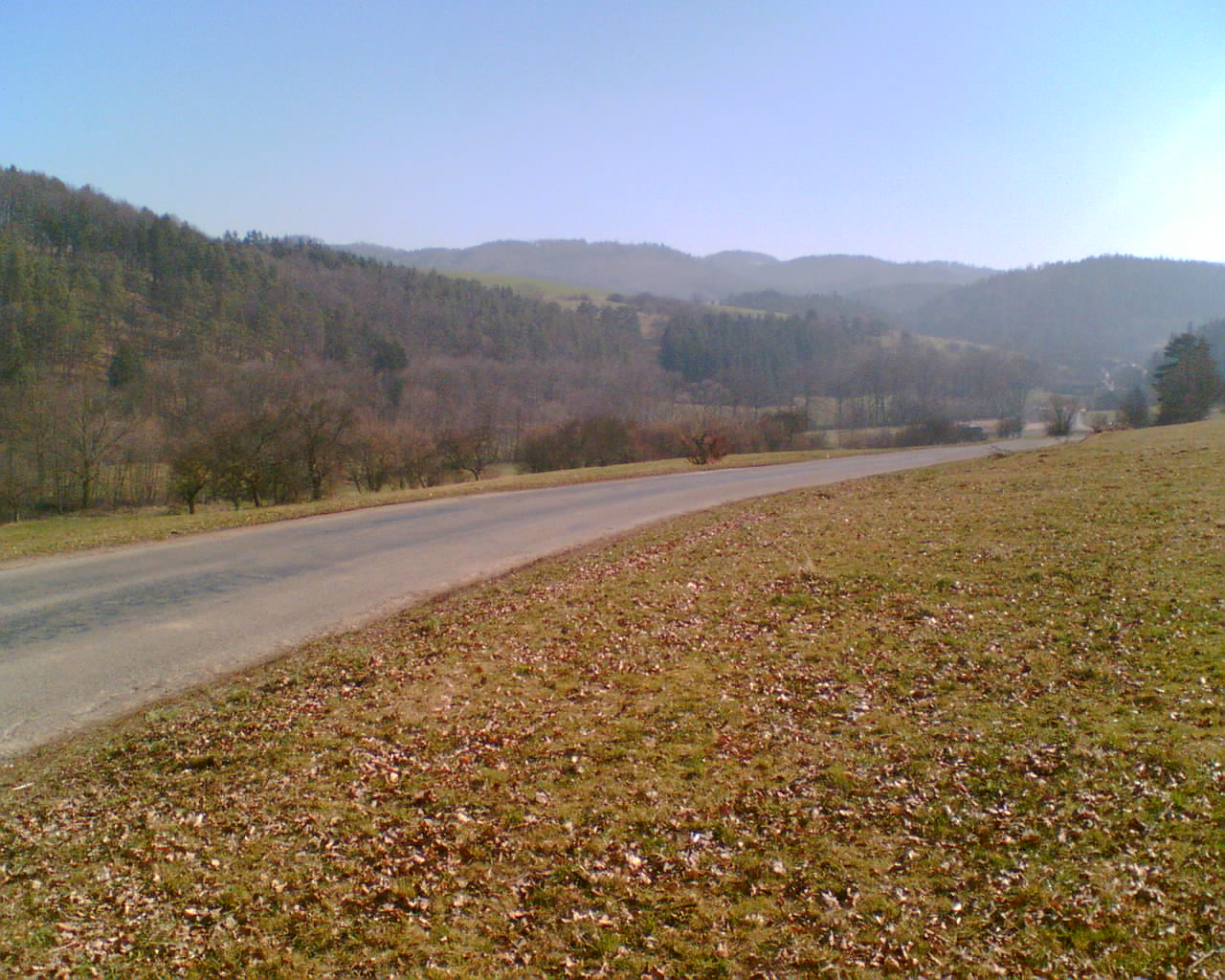
Přírodní park od západu